# Фоке-Вулф Fw-190
Фоке-Вулф Fw 190, познатији под надимком "Würger" (сврачак) је био једноседи, једномоторни ловачки авион немачке Луфтвафе и један од најбољих ловачких авиона свог времена. Коришћен је у великом броју током Другог светског рата. Произведено је преко 20.000 примерака овог авиона укључућујући и 6.000 у верзији јуришног бомбардера. Производња је трајала непрекидно од 1941. године па све до престанка непријатељстава. Током производње, авион је стално унапређиван. Његови последњи модели су по квалитету могли да се мере са савезничким авионима, али су бројчано били вишеструко надјачани.

## Развој
Конструисао га је познати немачки инжењер Курт Танк, познат по многим успешним авионима. Без обзира што од стране министарства за свој авион Fw-190 није добио захтевани мотор (Дајмлер Бенц ДБ 601) направио је изузетну машину. Мотор који је тражио имао је много боље перформансе (поготову на већим висинама) и стварао је мањи чеони отпор од ваздушно хлађеног звездастог БМВ-овог мотора. Ипак, овај мотор имао је и своје добре особине. Лакши за одржавање, поуздан и отпорнији на оштећења од водом хлађеног мотора ДБ 601. Инсталиран је и систем за краткорајно поваћање снаге (5 минута), убризгавао је смешу воде и метанола у цилиндре мотора.
Када се појавио овај авион још је боље прихваћен од пилота ловаца и то скоро од свих без разлике! Монго лакши за летење него Me 109, комфорнији и прегледнији кокпит, знатно лакши за слетање. Звали су га и “пилотов авион”. После неколико сати летења пилоти су имали утисак као да су “код куће” у њему. Плус страховито наружање и много више муниције којом су “прскали” по непријатељским авионима. Довољан је био један рафал да “растури” противнички ловачки авион Захваљујући томе био је добар јуришни бомбардер. Пилот је био и релативно добро заштићеном оклопу.

## Технички опис
Авион Фоке-вулф Fw 190 је једнокрили, нискокрилни, једноседи једномоторни авион потпуно металне конструкције. Труп му је кружног попречног пресека од кљуна авиона до пилотске кабине а онда прелази у неправилни правоугоник који се сужава и смањује према репу авиона.
Носећа конструкција авиона је била монокок, сет рамова направљених од дуралуминијума међусобно су повезани уздужним укрућењима а алуминијумска облога је била закивцима причвршћена за уздужна укрућења и попречне рамове. Носачи мотора су били челичне конструкција које су се међусобно разликовали у зависности од типа мотора које се уграђивао у конкретан авион. Иза мотора се налазио противпожарни зид иза кога су се налазили резервоари за гориво и уље за хлађење мотора. Укупна запремина резервоара код овог авиона је износила 639 литара. Резервоари су се налазили у трупу авиона распоређени испред, испод и иза пилотске кабине. Поред ових резервоара авион је могао бити опремљен са једним или два спољна резервоара (укупне запремиме 300 литара) овешана о труп или крила авиона.
У труп авиона је била смештена затворена пилотска кабина са свим потребним инструментима и уређајима за управљање авионом. Управљање авионом се врши уз помоћ управљачког механизма, кормилом правца се управља комбинованим полужно-кабловским системом, кормилом дубине се управља полужним системом, еленори се покрећу полужно-кабловским системом, а флапсови се покрећу електромеханичким системом помоћу електромотора. Стабилизација помоћу трим система се врши електро механичким путем помоћу електромотора. Ово је био први авион у свету код кога се за управљање авионом користио електромеханички систем.
Кабина је имала ветробран направљен од челичног рама и три дела од непробојног стакла и провидан поклопац облика капље (најмањи аеродинамички отпор) који се отварао повлачењем уназад омогућавао је пилоту лепу прегледност из кабине и лако улажење и излажење из кабине. Отежано отварање поклопца кабине у случајевима хитног напуштања авиона у случају опасности, а када је авион у пуној брзини, решено је тако што су у поклопац уграђене експлозивне патроне које одбацују поклопац и омогућавају пилоту да напусти авион. Пилотово седиште је оклопљено тако да је био сачуван од митраљеске муниције и гелера граната. Модели авион Fw 190 (висински ловци) имали су херметички затворену кабину под притиском тако да пилоти нису морали да носе маску са кисеоником у току лета на великим висинама.
Авион је био опремљен и додатном опремом као што је: радио комуникациони уређај, резервоари и инсталације за кисеоник, систем за заштиту од прегревања, оптичким нишаном, електричним системом за окидање митраљеза и топова са бројачем утрошене муниције, фото митраљез, пакет прве помоћи и сигнални (ракетни) пиштољ.
У овај авион се најчешће уграђивали мотори BMW 801 и Jumo 213. Први је био мотор са ваздушних хлађенјем а други са хлађењем помоћу течности. Поред ових мотора у авион Fw 190 су се уграђивали или експериментисало и са следећим моторима: BMW 802; BMW 803; DB 601; DB 603; DB 609; DB 614; DB 623; DB 624; и Jumo 222. У току развоја авиона Fw 190, а он се перманентно развијао од почетка до краја производње, развијао се и најчешће уграђивани мотор  BMW 801 који је са почетном снагом од 1.560 па преко 1.700, 2.000 догурао до 2.400 KS.
Издувне цеви из цилиндара мотора су биле иза мотора изведенене кроз капотажу мотора на бокове и трбух авиона. На вратилу мотора је била причвршћена трокрака, вучна, метална елиса, променљивог корака производ VDM-a, пречника 3,3 m. Поред ових уграђиване су и четворокраке елисе. Мотор је био обложен облогом од алуминијумског лима чији је пречник био незнатно већи од пречника мотора како би ваздушну струју усмеравао да опструјава око цилиндара мотора и на тај начин уз помоћ вентилатора који се налазио иза елисе а испред мотора а окретао се око три пута брже од елисе и клапни иза мотора које су се по потреби отварале и затварале у зависности од режима рада мотора. Све ово је обезбеђивало оптимално халађење мотора. Ваздушна турбина (вентилатор) је обезбеђивала и расхладни ваздух за хладњак моторног уља који је био постављен у капотажу испред мотора.
Још 1942. године паралелно са уградњом мотора BMW 801 развијан је пројект авиона Fw 190 са млазним мотором чија је максимална брзина на 9.000 m требало да буде 824 km/h, међутим тај пројект није реализован.
Крила авиона Фоке-вулф Fw 190 су имала трапезаст облик са благим заобљеним крајевима, а оса крила је управна у односу на труп авиона. Технолошки су крила подељена у три дела (секције). Први део је главни и служи за повезивање крила са трупом авиона, затим средња секција и крајње секције са завршетком крила. У крила су смештени, стајни трап и простор за смештај точкова за време лета, топови и магацини за муницију, инсталације и уређаји за команде лета. Конструкција крила је потпуно металне конструкције кутијастог типа са две рамењаче. За прву рамењачу су били везани стајни трап и наоружање а за другу рамењачу су била причвршћена закрилца (флапсови) и еленори. Еленори су били металне конструкције пресвучени импрегнираним платном. На крајевима крила су се налазила позициона светла.
Вертикални и хоризонтални стабилизатори као и кормило правца и висине као носећу конструкцију имају металну конструкцију а облогу од алуминијумског лима. Верикални стабилизатор и кормило правца су били трапезоидног облика зобљених ивица а хоризонтални стабилизатори и кормила висине су имали правоугаони облик.  Репне површине су доста велике што је авиону омогућавао велику маневарбилност.
Стајни трап му је класичан имао је две предње ноге са нископритисним гумама, предњи точкови су били опремљтени хидрауличним кочницама. Предње ноге стајног трапа су се увлачиле у току лета у удубљења у крилима према средини трупа авиона помоћу електричних мотора, а задњи точак, само усмеравајући, који се у току лета делимично увлачио у труп авиона се налази на репу авиона. У предњим ногама стајног трапа су били уграђени уљни амортизери за ублажавање удара при слетању авиона. Размак између точкова је био доста велик што је омогућавало стабилно слетање авиона.

### Варијанте
Ратне потребе и одличан инжењерски тим који је имао Фоке вулф за последицу су имали јако велики број типова авиона који су припадали фамилији Fw 190. Разлике између појединих типова су били у намени, моторима, наоружању, крилима и опреми. Овде се наводе основне групе типова авиона који припадају овој фамилији:
- Fw 190 V - развојни модели (прототипови), било их је близу стотине.
- Fw 190 A 1-9 - ловци, десет основних типова и мноштво подтипова.
- Fw 190 B - висински ловци, мотор BMW 801 са турбокомпресором и убризгавањем, кабина под притиском, подтипови са повећаним крилима.
- Fw 190 C - висински ловци, мотор DB 603, кабина под притиском, подтипови са различитим наоружањем.
- Fw 190 D - висински ловци, мотор JUMO 213, кабина под притиском, било је 11 модела ових авиона а поједини су имали и подтипове, још 4 модела су били у фази пројекта.
- Fw 190 F - јуришни авиони, намењени подршци КоВ на фронту, развијени на бази Fw 190 A, оклопљени сви витални делови и различито наоружање.
- Fw 190 G - ловци-бомбардери, немењени ометању комуникација у позадини непријатеља, развијени на бази Fw 190F, са мање оклопа.
- Fw 190 S - школски авион, двосед намењен обуци пилота.
- NC 900 - Fw 190 који се производио у Француској после Другог светског рата, произведено 64 примерака ових авиона.

### Наоружање
Авион је био наоружан:
- 2 x MG 131 митраљез калибра 13 mm са по 450 метака сваки,
- 2 x MG 151 топ калибра 20 mm у корену крила са 250 граната сваки,
- 2 x MG 151 топ калибра 20 mm у спољњем делу крила са 140 граната сваки,
- 1 х Revi 16B оптички нишан
- 1 до 4 носача бомби или спољни резервоар
- 2 x ракете BR калибра 210 mm овешане испод крила у лансирним цевима

## Карактеристике

### Добре карактеристике:
- Веома брз авион
- Лако управљање авионом
- Изузетно наоружан
- Најбоље карактеристике у ваљку (вијку) (ваљање преко крила)
- Прилично жилав авион
- Добра прегледност из кокпита
- Оклопљеност пилота
- Добре особине при слетању (велики размак између точкова)
- Солидан радијус

### Лоше карактеристике:
- Велики радијус окретања
- Лоше карактеристике у ковиту
- Релативно слабо убрзање
- Споро пењање
- Слабе перформансе на великим висинама (изузев варијанте Д)

Авион је прошао кроз многа побољшања и то опет махом на наоружању и перформансама мотора. Мале измене су вршене и на самом облику авиона. Тако су настале многе верзије и најбитније су оне са ознакама А, од А-1па до А-9. Изузетак је верзја Д која је скоро потпуно другачији авион. Произведено је преко 20.000 авиона Фоке Вулф 190.

## Фоке-Вулф Fw 190D-9
Захтевнији за летење од осталих борбених авиона овог произвођача, али ипак лакши него Ме-109. Уграђен му је нови мотор Јункерс Јумо 213 који је коришћен махом код бомбардера и имао је релативно добре перформансе на великим висинама. Опет Курт Танк није доби мотор Дајмлер Бенц-а који је тражио за овај авион. Оправдање је било да тог мотора нема у довољним количинама.
Фоке Вулф 190Д је био одличан авион и имао је надимак “носоња” због продуженог предњег дела. Продужили су га да би нови мотор могао да стане, дужи је од звездастог БМВ-а. Постојале су многе верзије варијанте Д, најбољи модел је био Д-9 а најбоље наоружан и најбржи (преко 700 km/h) Д-12.
“Носоња” је постао оперативан 1943. године и коришћен је за пресретање бомбардера на великим висинама. Имао је добре перформансе на великим висинама (мало слабије од Ме-109K, али зато боље наоружан) и велику брзину. Међутим имао је слабе маневарске способности (велики радиус окретања). Коришћен је и за заштиту аеродрома где су били стационирани најмодернији немачки млазни ловци Месершмит Me 262 зато што су ти авиони били врло рањиви при слетању. У целини то је био врло опасан авион и веома цењен од стране пилота. Међутим није га било у довољном броју јер је немачка индустрија 1944. године била већ прилично оштећена а и недостајале су многе сировине . Највећи проблем у том периоду за Луфтвафе је било недостатак пилота и бензина.
Многи су га сматрали најбољим авионом Другог светског рата, између осталог и због тога што је коришћен у много већем броју у односу на главног конкурента Та-152.
Наследио је све добре карактеристике од Fw 190А а имао је боље пеформансе на свим висинама. Мало је само изгубио на маневарским способностима због повећане тежине авиона.

## Карактеристике

### Добре карактеристике:
- Веома брз авион
- Лако управљање авионом
- Изузетно наоружан
- Најбоље карактеристике у ваљку (вијку) (ваљање преко крила)
- Добра прегледност из кокпита
- Оклопљеност пилота
- Добре особине при слетању (велики размак између точкова)
- Солидан радијус
- Добре перформансе на свим висинама

### Лоше карактеристике:
- Велики радијус окретања
- Лоше карактеристике у ковиту
- Релативно слабе маневарске способности

Направљено је око 700 авиона Fw-190Д.

## Земље које су користиле овај авион
- Чехословачка
- Француска
- Нацистичка Немачка
- Мађарска
- Јапан
- Шпанија
- Румунија
- Турска
- Велика Британија
- САД
- Југославија - 1 авион FW-190F-8 заплењен крајем Другог светског рата.

## Оперативно коришћење
Први пут се појавио на европском небу током ратне 1941. године и изазвао је праву панику у савезничким редовима. Енглески пилоти су у више наврата пријавили да су се сукобили са до тада непознатим непријатељским ловцем који је био брз, изузетно окретан и страховито наоружан.
Авион Фоке-Вулф Fw-190 се током своје употребе подједнако успешно користио као ловац, ловац-бомбардер, јуришник (подршка копненим трупама), торпедни бомбардер и аеро фото извиђач.
Производња аиона Фоке-Вулф Fw-190 се одвијала у периоду од 1941. до окончања рата маја 1945. године, а укупно је са прототиповима произведено преко 20.000 авиона овог модела. Овако велика продукција није могла да се обави у једној фабрици па је због тога ангашжовано преко 10 фабрика авиона и три фабрике авионких мотора.
Број произведених авиона по годинама и врстама авиона приказан је у наредној табели.
| Производња Fw 190 | 1941. год | 1942. год | 1943. год | 1944. год | 1945. год | од 41. до 45. |
| Ловци             | 226       | 1.850     | 2.171     | 7.488     | 1.630     | 13.365        |
| Ловци-бомбардери  | -         | 68        | 1.183     | 4.279     | 1.104     | 6.634         |
| Укупно:           | 226       | 1.918     | 3.354     | 11.767    | 2.734     | 19.999        |

Ови авиони су коришћени на свим бојиштима на којима је учествовала Луфтвафе и то од 1941. до краја Другог светског рата. У току производње се непрекидно усавршавао тако да није губио корак са савременим савезничким ловцима и ловцима бомбардерима.

### Авион Фоке-Вулф Fw-190 у Југославији
Авион Фоке-Вулф Fw-190 се на простору Југославије појавио у лето 1944. године, када се овим типом авиона преоружана 13. ескадрила 151. борбеног гешвадера а били су стационирани на аеродромима у Банату: Велики Бечкерек (Зрењанин-Ечка), Ковин и Алибунар. На овим аеродромима је вршена преобука за овај тип авиона још неких јединица Луфтвафе.
Присуство великог броја авиона који су се налазили на банатским аеродромима, а повучени су са аеродрома из Бугарске и Румуније које су тада иступиле из тројног пакта, привукла је пажњу савезничке авијације која је у неколико наврата бомбардовала те аеродроме. У тим нападим је оштећено или уништено око 40 авиона типа Фоке-Вулф Fw-190.

### Сачувани примерци авиона
Тренутно, у свету постоји најмање 28 сачуваних Fw 190, који су произведени током рата; од којих је 15 у САД , 4 у Великој Британији, три у Немачкој, два у Норвешкој и по један у Француској, Србији, Македонији, Русији, Јужној Африци и Бразилу.
Један сачувани примерак авиона Фоке-Вулф Fw-190 (Focke-Wulf Fw-190 F-8/R1) се налази у депоу Музеја ваздухопловства на аеродрому "Никола Тесла" у Београду и чека да буде рестауриран и изложен у сталној поставци музеја.